# 岩木山 (小惑星)
岩木山（いわきさん、11092 Iwakisan）は小惑星帯の小惑星である。群馬県大泉町の小林隆男が発見した。
青森県弘前市および西津軽郡鰺ヶ沢町に位置する標高1,625mの、岩木山に因んで名付けられた。